# Trixoscelis approximata
Trixoscelis approximata är en tvåvingeart som först beskrevs av Friedrich Hermann Loew 1865.  Trixoscelis approximata ingår i släktet Trixoscelis och familjen myllflugor. Inga underarter finns listade i Catalogue of Life.